# Касур
Ка́сур (урду قصور‎) — город на востоке Пакистана в провинции Пенджаб, центр одноимённого округа. Население — 510 875 чел.

## Население
По результатам переписи 2023 года в городе проживало 510 875 человек. 
| Перепись | Население |
| -------- | --------- |
| 1972     | 155 523   |
| 1981     | 155 523   |
| 1998     | 245 321   |
| 2017     | 358 296   |
| 2023     | 510 875   |

Большинство населения по национальности — панджабцы.

## Промышленность
Наиболее развита в городе химическая промышленность. Также функционирует текстильная, пищевая (в том числе маслобойная) и лёгкая промышленность.